# بولکالاخ
بولکالاخ (روسی: Буолкалах) یک رودخانه در استان یاقوتستان کشور روسیه است.